# Olympia (stadion)
Olympia – stadion piłkarski położony w mieście Helsingborg, w Szwecji. Oddany został do użytku w 1898 roku. Swoje mecze na tym obiekcie rozgrywa zespół Helsingborgs IF.  Jego pojemność wynosi 16 673 – 17 200 widzów (z czego 9673 to miejsca siedzące). W 1958 roku był jedną z aren piłkarskich mistrzostw świata. Stadion był przebudowywany w roku 1993 oraz 1999.